# Línea C-1 (Cercanías Murcia/Alicante)
La línea C-1 de Cercanías Murcia/Alicante recorre 76 km a lo largo de las provincias de Alicante y Murcia (España) entre las estaciones de Murcia del Carmen y Alicante. Da servicio a los municipios de Murcia, Beniel, Orihuela, Callosa de Segura, Albatera, Catral, Crevillente, Elche y Alicante.

## Recorrido actual
La línea parte de Murcia por el nuevo trazado de doble vía no electrificada entre esta ciudad y la pedanía de Alquerías, conocido como Variante de El Reguerón. En ese punto se une a la línea ferroviaria Alicante-Alquerías y se dirige al norte.
Antes de abandonar la Región de Murcia, tiene una estación en la localidad de Beniel junto al casco urbano.
Al entrar en la provincia de Alicante tiene su primera estación en Orihuela, junto al casco urbano, seguida de otra en Callosa de Segura igualmente dentro del casco urbano.
La siguiente estación, Albatera-Catral, se encuentra en el municipio de San Isidro, antigua pedanía de Albatera, equidistante de los centros de Albatera y Catral. Sigue a esta estación la de Crevillente, situada en el barrio de la Estación de dicho municipio, a 3 km del casco urbano.
Siguiendo hacia el norte, la línea se adentra en el casco urbano de Elche mediante un túnel que arranca pasado el cruce con la N-340 bajo las avenidas de la Libertad, del Ferrocarril y de la Universidad de Elche (nombres de la N-340 a su paso por la ciudad). En este municipio tiene dos paradas, una a cada lado del río que atraviesa la ciudad.
Al terminar la coincidencia de trazados del ferrocarril y la N-340, vuelve a salir a superficie para abandonar el casco urbano de Elche y dirigirse al noreste hacia la pedanía de Torrellano, donde tiene otra estación, y a continuación se adentra en el término municipal de Alicante colocándose entre la avenida de Elche (traza común de la N-340 y la N-332) y la orilla del mar hasta llegar al barrio de San Gabriel, donde tiene otra estación.
Cuando llega aquí, los trenes invierten el sentido de la marcha para coger el ramal que comunica la línea ferroviaria por donde llegan, que continuaría hacia el Puerto de Alicante y la abandonada Estación de Benalúa, con la línea Madrid-Alicante, por la que acceden a la estación Terminal de Alicante, donde acaba esta línea.

## Historia
La línea ferroviaria que une las ciudades de Alicante y Murcia se inauguró en 1884, uniéndose a la ya existente línea Chinchilla-Cartagena en Alquerías. En el primer tramo de la línea, hasta Callosa de Segura la línea pasa a una distancia mínima del casco urbano de las poblaciones, estando las estaciones dentro de ellos hoy día, sin embargo, de Callosa de Segura hacia Alicante no podía pasar tan cerca porque la existencia de un medio de transporte público en la localidad servida en aquella época lo impedía. Las disposicones de la época dictaban que el trazado ferroviario se tenía que separar por lo menos 4 km de aquellas poblaciones que contaran con un servicio de transporte. En el caso concreto de Crevillente existía un tranvía de tracción animal que realizaba el trayecto Crevillente-Alicante por Bacarot, que curiosamente se clausuró el mismo día que empezó a ofrecerse el servicio de este trazado ferroviario.
El que era en sus comienzos un ferrocarril principalmente agrícola se convirtió, a mediados de los años 40, en un servicio articulador de las comarcas que empezaban un pequeño desarrollo industrial: podemos destacar la construcción de molinos de harina en varias de sus estaciones, los hilados para pesca en Callosa del Segura, las plantaciones de cáñamo de Albatera y la floreciente fabricación de alfombras en Crevillente. Esta línea se convierte así en una línea industrial que permitía llevar las mercancías producidas en estos municipios hacia otras zonas de España.
En los años 60, debido al gran crecimiento demográfico y urbanístico de Elche, se soterra la línea a su paso por esta ciudad mediante un túnel de 5,5 km donde se encuentran actualmente las estaciones de Elche-Parque y Elche-Carrús. Aunque la línea se había trazado a una cierta distancia del casco urbano en sus orígenes, queda englobada por los barrios septentrionales de la ciudad.
Tras clausurar en 1984 el ramal a Torrevieja que partía de Catral, la línea se incorpora a la red de cercanías Murcia/Alicante, para lo cual se emplean automotores de la serie 592 de Renfe ("camellos"). En ese momento la línea contaba con las estaciones actuales y tres más en el término municipal de Murcia dando servicio a las pedanías de Alquerías, Los Ramos, Torreagüera y Beniaján.
El 15 de junio de 2008 se suprimió el servicio de cercanías en las estaciones de Beniaján, Torreagüera y Los Ramos-Alquerías al abrirse al servicio la variante del Reguerón entre Murcia y Alquerías, primer tramo en servicio de la línea de alta velocidad entre Monforte del Cid y Murcia que es aprovechado por los trenes de cercanías, de media distancia y de largo recorrido en sustitución del tramo Murcia-Alquerías de la línea Chinchilla-Cartagena.
En consonancia con la apertura de esta última infraestructura se están modificando los enclavamientos de la línea para cambiar el sistema de bloqueo telefónico por bloqueo automático en vía única, que permitiría aumentar la frecuencia de paso de trenes.

## Futuro
El 1 de febrero de 2021 ha entrado en servicio la estación de Elche-Matola que junto a las estaciones de Murcia del Carmen y Alicante serán las 3 estaciones referencia del núcleo de Cercanías Murcia/Alicante.

## Frecuencias y servicios
Por esta línea circulan 24 trenes entre Murcia y Alicante de lunes a viernes laborables y 13 en fin de semana y festivo. En sentido contrario circulan 23 de lunes a viernes laborables y 11 los fines de semana y festivos.

### Trenes que comparten infraestructura
Estos trenes comparten vías con varios servicios de media distancia y largo recorrido, lo que penaliza las frecuencias al ser vía única. Estos trenes efectúan parada en algunas de las estaciones de la línea.
Entre estos servicios que comparten recorrido se encuentran:
- Intercity Barcelona-Cartagena: efectúa parada en Elche-Parque y Orihuela.
- Intercity Barcelona-Lorca: efectúa parada en Elche-Parque y Orihuela.
- Media Distancia Valencia-Cartagena: efectúa parada en San Gabriel, Elche-Parque, Elche-Carrús, Callosa de Segura y Orihuela.

### CIVIS
Circulan 6-7 trenes CIVIS en cada sentido por la línea C-1 de lunes a viernes laborables con el siguiente esquema de paradas:

- Murcia del Carmen
- Orihuela - Miguel Hernández
- Callosa de Segura
- Elche-Carrús
- Elche-Parque
- San Gabriel
- Alicante